# Oppsjön, Värmland
Oppsjön är en sjö i Arvika kommun i Värmland och ingår i Göta älvs huvudavrinningsområde. Sjön är 4,5 meter djup, har en yta på 0,329 kvadratkilometer och befinner sig 95,7 meter över havet. Sjön avvattnas av vattendraget Flytbäcken.

## Delavrinningsområde
Oppsjön ingår i det delavrinningsområde (661594-134293) som SMHI kallar för Mynnar i Vitsandsälven. Medelhöjden är 128 meter över havet och ytan är 11,57 kvadratkilometer. Det finns inga avrinningsområden uppströms utan avrinningsområdet är högsta punkten. Flytbäcken som avvattnar avrinningsområdet har biflödesordning 5, vilket innebär att vattnet flödar genom totalt 5 vattendrag innan det når havet efter 313 kilometer. Avrinningsområdet består mestadels av skog (80 procent). Avrinningsområdet har 0,32 kvadratkilometer vattenytor vilket ger det en sjöprocent på 2,7 procent.